# Hoosiers de l'Indiana
Les Hoosiers de l'Indiana (en anglais : Indiana Hoosiers) sont un club omnisports universitaire qui se réfère aux 24 équipes sportives féminines et masculines qui représentent l'université de l'Indiana à Bloomington et qui participent aux compétitions universitaires organisées par la National Collegiate Athletic Association au sein de sa Division I.
Indiana fait partie de la Big Ten Conference depuis le 1er décembre 1899.
L'université se situe à Bloomington dans l'État de l'Indiana aux États-Unis.
La présente page est principalement dédiée au traitement du football américain au sein de l'université. Son équipe fait partie de la Division Est de la Big Ten Conference depuis 1896. Elle dispute ses matchs à domicile au Memorial Stadium situé sur le campus et d'une capacité de 101821 places.
L'équipe de basket-ball des Hoosiers a remporté le titre national en 1940, 1953, 1976, 1981 et 1987.

## Sports représentés
| Hommes (10)                                 | Femmes (12)       |
| ------------------------------------------- | ----------------- |
| Athlétisme†                                 | Athlétisme†       |
| Baseball                                    | Aviron            |
| Basketball                                  | Basketball        |
| Cross country                               | Cross country     |
| Football américain                          |                   |
| Football (Soccer)                           | Football (soccer) |
| Golf                                        | Golf              |
| Lutte                                       | Hockey sur gazon  |
| Natation/Plongeon                           | Natation/Plongeon |
| Tennis                                      | Tennis            |
|                                             | Softball          |
|                                             | Volleyball        |
|                                             | Waterpolo         |
| † – Athlétisme en salle et/ou en plein air. |                   |

L'université possède également des équipes de Rugby et de Crosse mais qui évoluent à un niveau moindre.

## Origine du surnom de l'équipe
Le terme « Hoosier » désigne officiellement un habitant de l'État de l'Indiana et fut utilisé sans doute dans un sens péjoratif au départ. L'origine du terme est toujours en débat au sein de l'état mais ce qui est certain c'est qu'il était déjà utilisé à cette fin dans les années 1840 ayant été popularisé en 1833 par le John Finley de Richmond dans son poème intitulé « The Hoosier's Nest » (Le Nid du Hoosier). Depuis lors, toute personne née dans l'Indiana ou y résidante est considérée comme un « Hoosier ». L'État adopte d'ailleurs le surmon de Hoosier State il y a plus de 150 ans.

## Football américain

### Descriptif en début de saison 2025
| - Couleurs : (crème et carmin) - Dirigeants : - Directeur sportif : Scott Dolson (en) - Entraîneur principal : Curt Cignetti (en), 2e saison, bilan : 11 - 2 - 0 (84,6 %) - Stade : - Nom : Memorial Stadium - Capacité : 52 656 - Surface de jeu : pelouse artificielle (FieldTurf) - Lieu : Bloomington, Indiana - Conférence : - Actuelle : Big Ten Conference, depuis 1953 - Ancienne : - Indépendants (1887–1899) - Big Ten Conference - Western Conference (1900–1952) - Hymne : Indiana, Our Indiana (en) - Mascotte : aucune - Fanfare : Marching Hundred (en) - Internet : - Nom site Web : iuhoosiers.com - URL : https://www.iuhoosiers.com/ | - Bilan des matchs : - Victoires : 516 (42,3 %) - Défaites : 714 - Nuls : 44 - Bilan des Bowls : - Victoires : 3 (21,4 %) - Défaites : 11 - Nuls : 0 - Titres : - Titres nationaux : 0 - College Football Playoff / BCS : 1 apparition (bilan : 0 - 1, 0,0 %) - Titres de la conférence : 2 (1945, 1967) - Titres de la division : 0 - Joueurs : - Meilleures statistiques individuelles de l'histoire des Hoosiers (en). - Vainqueurs du Trophée Heisman : 0 - Sélectionnés All-American : 7 - Rivalités : - Boilermakers de Purdue - Spartans de Michigan State - Wildcats du Kentucky |

### Traditions
Les couleurs :
Les couleurs officielles de l'université de l'Indiana sont le carmin (type Pantone 201) et le crème même si dans les années 1970, les anciens entraîneurs de basket-ball Bobby Knight et de football football américain Lee Corso (en) avaient commencé à utiliser des équipements dont le carmin était remplacé par des couleurs plus écarlates (type rouge vif) et dont la couleur crème était remplacée par le blanc. Au début des années 2000, les couleurs crème et carmin sont réhabilitées par le directeur sportif de l'université Michael McNeely lequel estimait que les équipements des sportifs devaient être aux couleurs traditionnelles de l'université. Les cheerleaders d'Indiana continuent cependant de chanter « Go Big Red ». Ces changements de couleurs au fil des ans ont conduit à des petits conflits dans certains sports, comme avec les vestes de l'équipe de baseball qui sont d'une couleur différente de celle des casquettes et des maillots. Le directeur sportif Fred Glass déclare à ce sujet « My view is that we're an awfully big and diverse place. I think cream and crimson and 'Go Big Red' can survive in one place. (Mon avis est que nous - l'université - sommes un endroit terriblement vaste et diversifié. Je pense que les couleurs crème et carmin et « Go Big Red » peuvent survivre au même endroit. ».
Seules quatre autres universités majeures utilisent le carmin comme couleur dominante : Alabama, Harvard, Oklahoma et Washington State.
Avec Indiana, Oklahoma est la seule université à associer les couleurs crème et carmin comme couleurs officielles.
Pour la saison 2018, le nom des joueurs placé à l'arrière des maillots est retiré afin de respecter la maxime de l'université consistant à honorer l'équipe plutôt que l'individu :  « Team Over Self » ". Les noms réapparaissent sur les maillots dès la saison suivante.
Le design des casques a connu de nombreuses variantes tant au niveau de sa couleur (blanc, crème, carmin, carmin sur blanc/crème, blanc/crème/chrome sur carmin) que tant au niveau des logos (« I », « IU », « Indiana » voire le logo officiel de l'État de l'Indiana sur un seul côté du casque),,. Des rayures ont parfois été incluses sur divers type de casque.
Pas de mascotte :
L'Université de l'Indiana n'a pas de mascotte officielle.
Néanmoins, un bouledogue dénommé « Ox » a été utilisé comme mascotte de l'équipe de football américain de 1959 à 1965.
L'université le remplace fin des années 1960 par un bison auquel ils donnent le nom de « Hoosier Pride » en 1979. Cette mascotte ne rencontre pas le succès auprès des fans et est rapidement abandonnée.
Les chants :
Les Hoosiers de l'Indiana Hoosiers possèdent deux hymnes officiels, « Indiana, Our Indiana (en) » et « Indiana Fight ! » ainsi qu'une chanson d'alma mater « Hail to Old IU ».
« Indiana, Our Indiana (en) » est la plus populaire auprès des fans. Elle fut jouée la première fois par la fanfare de l'université à l'occasion du match de football du 26 octobre 1912 contre Northwestern. Depuis elle est jouée lors de chaque match des équipes de football américain et de basket-ball de l'université.
| Indiana, Our Indiana Indiana, we're all for you We will fight for the Cream and Crimson For the glory of old IU Never daunted, we cannot falter In the battle, we're tried and true Indiana, Our Indiana Indiana, we're all for you ! |

La mélodie de l'« Indiana Fight ! » est également populaire même si les paroles sont rarement chantées par les fans lors des événements sportifs, les spectateurs se contentant de reprendre en cœur la phrase « GO! IU! FIGHT! FIGHT! FIGHT! Indiana, we're all for you ! » en toute fin de chanson.
| Fight for the Cream and Crimson, Loyal sons of our old I. U. Fight for your Alma Mater, and the school you love so true. Fight for old Indiana, See her victories safely through, GO ! I.U ! FIGHT ! For the glory of old I. U. ! |

La chanson officielle de l'Alma Mater d'Indiana « Hail to Old IU » est une chanson de type écossaise et elle fut jouée pour la première fois le 10 mars 1893 à Indianapolis. Elle avait été écrite par J.T. Giles, organisateur du jubilé des clubs de l'université, pour être reprise par les étudiants à l'occasion d'un concours dans l'état d'Indiana. Cette chanson est devenue un pilier des événements de l'université depuis cette date.
| Come and join in song together, Shout with might and main, Our beloved Alma Mater, Sound her praise again. Gloriana Frangipana, E'er to her be true. She's the pride of Indiana, Hail to Old IU ! |

Il existe une chanson supplémentaire dénommée « Chimes of Indiana », écrite par l'ancien élève Hoagy Carmichael (promotion de 1925 et licencié en droit en 1926) qui fut présentée à l'université en 1937 comme cadeau par la classe de 1935.
| Sing these chimes of Indiana, Hail to the crimson hue, Sing her praise to Gloriana, Hail to our old IU. Lift your voices, join in loyal chorus, Let your heart rejoice in praise of those before us, Sing these chimes of Indiana, Ever to her be true ! |

### Historique des stades
Jordan Field (1887–1924) :
Le premier stade des Hoosiers de l'Indiana est inauguré en 1887. Il porte au début le nom de University Athletic Field avant d'être renommé Jordan Fiel en 1898, en honneur au président de l'université David Starr Jordan. Le terrain est utilisé à la fois par l'équipe de football américain ainsi que par l'équipe de baseball. Des gradins sont construits en 1901 pouvant accueillir 4 000 personnes? Des travaux de drainage sont exécutés l'année suivante afin d'éviter les inondations.
En 1904, une piste d'athlétisme est ajoutée autour du terrain central mais les problèmes perdurent concernant la qualité du terrain. La piste est améliorée en 1915 et un projet de stade plus au nord est envisagé par l'université. Cependant, la première guerre mondiale reporte sa construction. Les équipes de baseball et de football américain continuent de jouer au Jordan Field jusqu'en fin de saison 1923. La construction du nouveau stade débute en 1924. Il est inauguré en automne 1925. Le dernier événement sportif sur le Jordan Field est un match de baseball joué en 1950 avant que le complexe ne soit transformé en parking.
Memorial Stadium (en) (1925–1959)
Les deux stades d'Indiana dénommés Memorial Stadium sont deux bâtiments différents, de par leurs emplacements et de par leurs périodes d'existence. L'actuel Memorial Stadium a été dénommé Seventeenth Street Football Stadium jusqu'en 1971. Cette année-là, il est rebaptisé Memorial Stadium et l'ancien stade de ce nom est rebaptisé Tenth Street Stadium. Ce dernier a accueilli la course cycliste dénommée Little 500 (en) jusqu'à ce que le Bill Armstrong Stadium ne soit inauguré en 1981. Il est démoli la même année et l'arboretum actuel y est construit.
Memorial Stadium (depuis 1960)
L'actuel Memorial Stadium a été inauguré en 1960 dans le cadre du développement d'une nouvelle zone sportive sur le campus. Il a une capacité de 52 656 personnes. Il remplace le Memorial Stadium originel, construit en 1925 et d'une capacité de 20 000 places qui était situé sur la 10e rue où se trouve actuellement un arboretum. Depuis son inauguration, le stade a été agrandi à deux reprises ; un centre de développement dans la zone Nord inauguré en 2009 (coût de 38 millions de dollars) et un centre d'excellence sportif dans la zone Sud (coût de 58 millions de dollars inauguré en 2018.
John Mellencamp Pavilion (en) (depuis 1996)
Le pavillon John Mellencamp est le principal centre d'entraînement en salle du programme de football américain des Hoosiers. Il a été inauguré le 12 avril 1996 et porte le nom de l'auteur-compositeur-interprète John Mellencamp ayant effectué un don de 1,5 million de dollars pour faciliter sa construction. L'installation contient un terrain de football de taille réglementaire, avec une surface artificielle type Sportexe Momentum 41 installée en 2007.

### Palmarès
- Champions de conférence :

Indiana a remporté deux titres de conférence dont un partagé (†) :
| Saison | Conférence         | Entraîneur       | Bilan global (V-D-N) | Bilan de conférence (V-D-N) |
| ------ | ------------------ | ---------------- | -------------------- | --------------------------- |
| 1945   | Big Ten Conference | Bo McMillin (en) | 9–0–1                | 5–0–1                       |
| 1967†  | Big Ten Conference | John Pont (en)   | 9–2–0                | 6–1–0                       |
- Bowls

Indiana a participé à 14 bowls en 121 saisons (dont un match de premier tour de College Football Playoff) avec un bilan de 3 victoires pour 11 défaites.
| Saison | Entraîneur         | Bowl                               | Adversaire                      | Résultat  |
| ------ | ------------------ | ---------------------------------- | ------------------------------- | --------- |
| 1967   | John Pont (en)     | Rose Bowl 1968                     | Trojans d'USC                   | P, 03–14  |
| 1979   | Lee Corso (en)     | Holiday Bowl 1979                  | Cougars de BYU                  | G, 38–37  |
| 1986   | Bill Mallory (en)  | All-American Bowl 1989             | Seminoles de Florida State      | P, 13–27  |
| 1987   | Bill Mallory (en)  | Peach Bowl 1988                    | Volunteers du Tennessee         | P, 22–27  |
| 1988   | Bill Mallory (en)  | Liberty Bowl 1988                  | Gamecocks de la Caroline du Sud | G, 34–10  |
| 1990   | Bill Mallory (en)  | Peach Bowl 1990                    | Tigers d'Auburn                 | P, 23–27  |
| 1991   | Bill Mallory (en)  | Copper Bowl 1991                   | Bears de Baylor                 | G, 24–0   |
| 1993   | Bill Mallory (en)  | Independence Bowl 1993             | Hokies de Virginia Tech         | P, 20–45  |
| 2007   | Bill Lynch (en)    | Insight Bowl 2007                  | Cowboys d'Oklahoma State        | P, 33–49  |
| 2015   | Kevin Wilson (en)  | Pinstripe Bowl 2015                | Blue Devils de Duke             | P, 41ET44 |
| 2016   | Tom Allen (en)     | Foster Farms Bowl 2016             | Utes de l'Utah                  | P, 24–26  |
| 2019   | Tom Allen (en)     | Gator Bowl 2020                    | Volunteers du Tennessee         | P, 22–23  |
| 2020   | Tom Allen (en)     | Outback Bowl 2021                  | Rebels d'Ole Miss               | P, 24–26  |
| 2024   | Curt Cignetti (en) | College Football Playoff, 1er tour | Fighting Irish de Notre Dame    | P, 17–27  |

### Entraîneurs
| Nom                      | Saisons     | Nb. | Bilan (V-D-N) | %    | Bowls |
| ------------------------ | ----------- | --- | ------------- | ---- | ----- |
| Arthur B. Woodford       | 1887–1888   | 2   | 00–01–01      | 25,0 |       |
| Evans Woollen            | 1889        | 1   | 00–01–0       | 00,0 |       |
| Billy Herod              | 1891        | 1   | 01–05–0       | 16,7 |       |
| Pas d'entraîneur         | 1892–1893   | 2   | 03–06–01      | 35,0 |       |
| Gustave Ferbert          | 1894        | 1   | 00–04–01      | 10,0 |       |
| Winchester Osgood        | 1895        | 1   | 04–03–01      | 56,3 |       |
| Madison G. Gonterman     | 1896–1897   | 2   | 12–03–01      | 78,1 |       |
| James H. Horne           | 1898–1904   | 7   | 33–21–05      | 60,2 |       |
| James M. Sheldon         | 1905–1913   | 9   | 35–26–03      | 57,0 |       |
| Clarence Childs          | 1914–1915   | 2   | 06–07–01      | 46,4 |       |
| Ewald O. Stiehm          | 1916–1921   | 5   | 20–18–01      | 52,6 |       |
| James P. Herron          | 1922        | 1   | 01–04–02      | 28,6 |       |
| Bill Ingram              | 1923–1925   | 3   | 10–12–01      | 45,7 |       |
| Harlan Page              | 1926–1930   | 5   | 14–23–03      | 38,8 |       |
| Earl C. Hayes            | 1931–1933   | 3   | 08–14–04      | 38,5 |       |
| Bo McMillin              | 1934–1947   | 14  | 63–48–11      | 56,1 |       |
| Clyde Smith              | 1948–1951   | 4   | 08–27–01      | 23,6 |       |
| Bernard Anthony Crimmins | 1952–1956   | 5   | 13–32–0       | 28,9 |       |
| Bob Hicks                | 1957        | 1   | 01–08–0       | 11,1 |       |
| Phil Dickens             | 1958–1964   | 7   | 20–41–02      | 33,3 |       |
| John Pont                | 1965–1972   | 8   | 31–51–01      | 38,0 | 0–1   |
| Lee Corso                | 1973–1982   | 10  | 41–68–02      | 37,8 | 1–0   |
| Sam Wyche                | 1983        | 1   | 03–08–0       | 27,3 |       |
| Bill Mallory             | 1984–1996   | 13  | 69–77–03      | 47,3 | 2–4   |
| Cam Cameron              | 1997–2001   | 5   | 18–37–0       | 32,7 |       |
| Gerry DiNardo            | 2002–2004   | 3   | 08–27–0       | 22,9 |       |
| Terry Hoeppner           | 2005–2006   | 2   | 09–14–0       | 39,1 |       |
| Bill Lynch               | 2007–2010   | 4   | 19–30–0       | 38,8 | 0–1   |
| Kevin Wilson             | 2011–2016   | 6   | 26–46–0       | 36,1 | 0–1   |
| Tom Allen                | 2016–2023   | 8   | 33–49–0       | 40,2 | 0–3   |
| Curt Cignetti            | depuis 2024 | 1   | 11–02–0       | 84,6 | 0–0   |

### Numéros retirés
| N° | Joueur                | Poste        | Carrière  |
| -- | --------------------- | ------------ | --------- |
| 32 | Anthony Thompson (en) | Running back | 1986–1989 |

### Récompenses individuelles
| Joueurs - Maxwell Award Anthony Thompson (en) - 1989 - Walter Camp Award Anthony Thompson (en) - 1989 - Trophée Jon-Cornish Kurtis Rourke (en) - 2024 | Entraîneurs - AFCA Coach of the Year Curt Cignetti (en) - 2024 - Associated Press Coach of the Year Curt Cignetti (en) - 2024 - Eddie Robinson Coach of the Year Curt Cignetti (en) - 2024 - Home Depot Coach of the Year Curt Cignetti (en) - 2024 - Paul Bear Bryant Award John Pont (en) - 1967 - Walter Camp Coach of the Year Curt Cignetti (en) - 2024 |

### Hoosiers du College Football Hall of Fame
- Zora Clevinger (en)
- Bill Ingram (en)
- Pete Pihos (en)
- George Taliaferro (en)
- John Travener (en)
- Anthony Thompson (en)

### Hoosiers au Pro Football Hall of Fame
- Pete Pihos (en)

### Rivalités
| Équipe rivale              | Surnom de la rivalité         | Trophée de la rivalité | Bilan des Hoosiers | Bilan des Hoosiers | Bilan des Hoosiers | Bilan des Hoosiers | Bilan des Hoosiers | Premier match | Dernier match |
| -------------------------- | ----------------------------- | ---------------------- | ------------------ | ------------------ | ------------------ | ------------------ | ------------------ | ------------- | ------------- |
| Équipe rivale              | Surnom de la rivalité         | Trophée de la rivalité | Nb.                | V.                 | D.                 | N.                 | %                  | Premier match | Dernier match |
| Boilermakers de Purdue     | Old Oaken Bucket Bowl (en)    | Old Oaken Bucket (en)  | 124                | 42                 | 76                 | 6                  | 33,9               | 1891          | 2022          |
| Spartans de Michigan State | -                             | Old Brass Spittoon     | 68                 | 17                 | 50                 | 2                  | 24,6               | 1922          | 2022          |
| Wildcats du Kentucky       | Battle for the Bourbon Barrel | Bourbon Barrel         | 36                 | 18                 | 17                 | 1                  | 50,0               | 1893          | 2005          |

#### Boilermakers de Purdue
Les Boilermakers sont les plus gros rivaux des Hoosiers, ces équipes étant installées toutes deux dans l'Indiana. Le premier match a été disputé en 1891. Les équipes se sont pratiquement rencontrées chaque année depuis lors.
La plus large victoire est à l'actif de Purdue en 1892 sur le score de 68 à 0. La plus longue série de victoires consécutives est détenue par Purdue, avec 10 victoires s'étalant de 1948 à 1957. Indiana n'a actuellement remporté que maximum 4 matchs de suite (1944-1947 et 2013-2016).
En fin de saison 2022, Purdue mène les statistiques avec 76 victoires pour 42 à Indiana et 6 nuls.
Depuis la saison 1925, le trophée dénommé Old Oaken Bucket est remis au vainqueur du match qui le conserve jusqu'à la prochaine rencontre. Il s'agit d'un vieux seau en chêne qui était utilisé dans l'Indiana pour prélever l'eau des puits et qui fut retrouvé dans la ferme de la famille Bruner installée depuis les années 1840 dans le sud de l'Indiana. Après restauration, il est mis en jeu pour la première fois en 1925. La tradition veut qu'après chaque match, l'initiale de l'université l'ayant remporté y soit attachée après chaque match (« I », « P » ou « I-P » en cas de nul). Au fil du temps, plusieurs chaines de lettres ont donc été reliées au seau. Le score, la date et le lieu du match sont gravés sur chaque lettre. Le premier match de 1925 se soldant sur un partage, les lettres « IP » furent suspendues à la anse en fer du seau. Une plaquette avec la mention « Old Oaken Bucket - Purdue vs. Indiana - Estabvlished 1925 » est scellée à mi hauteur du seau. Le trophée a été remporté 62 fois par Purdue, 32 par Indiana et partagé à 3 reprises.

#### Spartans de Michigan State
La rivalité avec les Spartans débute en 1922. Le vainqueur du match remporte le trophée dénommé Old Brass Spittoon depuis 1950. Il s'agit d'un vieux crachoir en laiton. Il a été reporté 49 fois par Michigan State, 14 fois par Indiana et partagé à une reprise.
La plus large victoire de cette rivalité est à l'actif de Michigan State qui en 1957 remporte le match sur le score de 54 à 0. La plus longue série de victoires consécutives est détenue par Michigan State avec 8 victoires s'étalent de 1950 à 1957, celle d'Indiana étant limitée à 3 victoires de 1967 à 1969.
En fin de saison 20122, Michigan State mène les statistiques avec 50 victoires pour 17 à Indiana et 2 nuls.

#### Wildcats du Kentucky
La rivalité avec Kentucky est plus importante au niveau du basket-ball. En football américain, elle est très récente puisqu'elle a débuté en 1987. Les équipes se sont rencontrées chaque année jusqu'en 2005 en alternance à Bloomington et à Lexington. Les équipes ne se sont plus rencontrées depuis lors, Kentucky ayant rejoint la Southeastern Conference (SEC).
Le match de rivalité est dénommé « Battle for the Bourbon Barrel » (bataille pour un baril de Bourbon). Le trophée « Bourbon Barrel », un baril de Bourbon, a été mis en jeu de 1987 jusqu'en 1999. Néanmoins, en 2015, les deux universités ont décidé de ne plus remettre ce trophée à la suite d'un accident ayant entraîné la mort à cause de l'alcool de deux joueurs de l'équipe de Kentucky.
La plus large victoire est à mettre à l'actif de Kentucky en 1997 grâce à une victoire sur le score de 49 à 7. La plus longue série de victoires consécutives est à l'actif d'Indiana avec 8 victoires s'étalant de 1919 à 1973, la série de Kentucky se limitant à 6 victoires de 1995 à 2000.
Fin de saison 2022, Indiana avait 18 victoires contre 17 pour Kentucky et 1 nul.

## Palmarès des autres sports
Les équipes sportives avaient un budget de 42 millions de dollars pour la saison 2004-2005.
- Natation (hommes) (6) : 1968, 1969, 1970, 1971, 1972, 1973
- Basket-ball (hommes) (5) : 1940, 1953, 1976, 1981, 1987
- Cross-country (hommes) (3) : 1938, 1940, 1942
- Athlétisme (hommes) (1) : 1932
- Lutte (hommes) (1) : 1932
- Football (soccer) (hommes) (8) : 1982, 1983, 1988, 1998, 1999, 2003, 2004, 2012

À l'été 2006, les Hoosiers avaient remporté 157 titres de conférence Big 10.

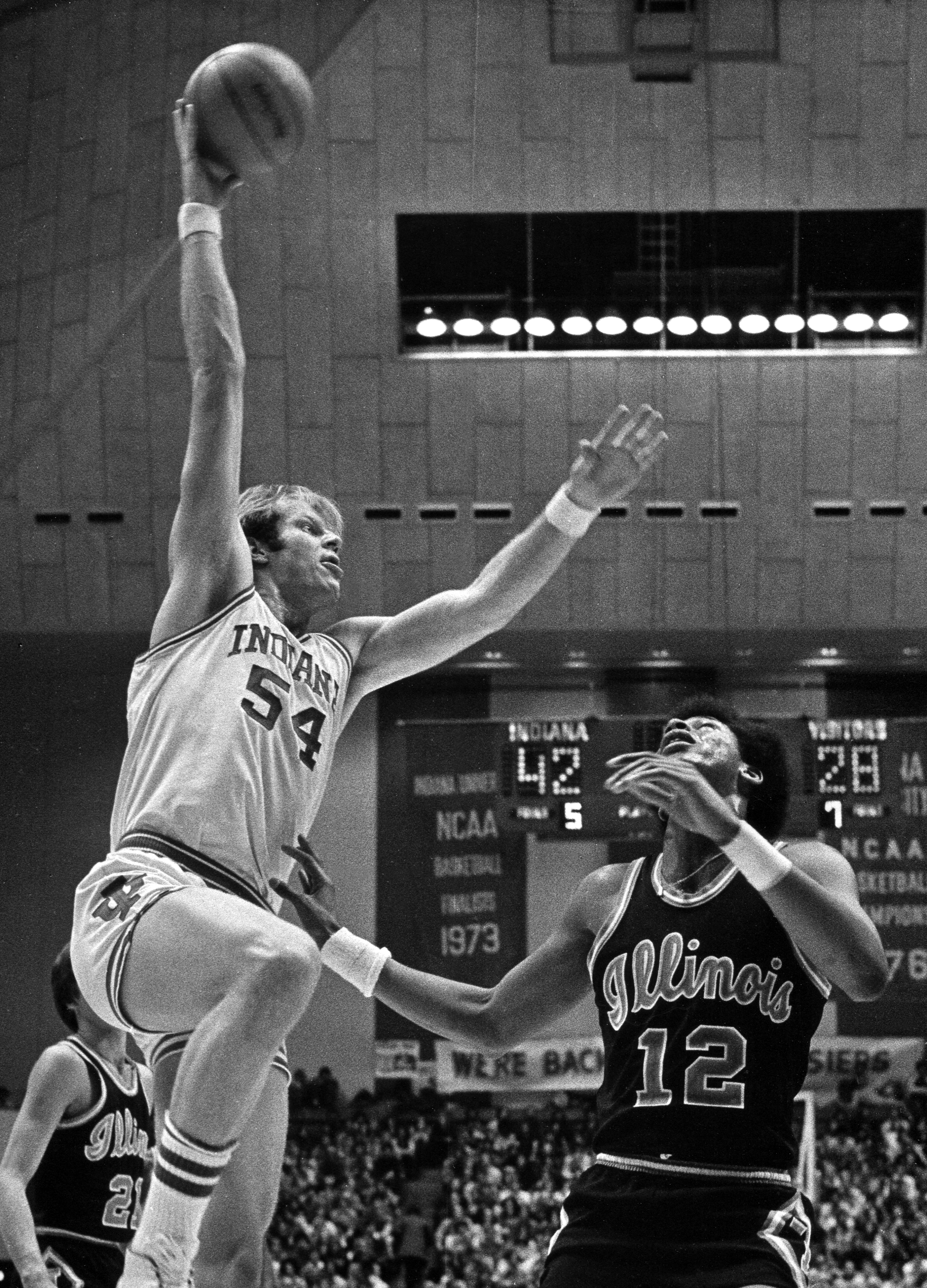
Kent Benson
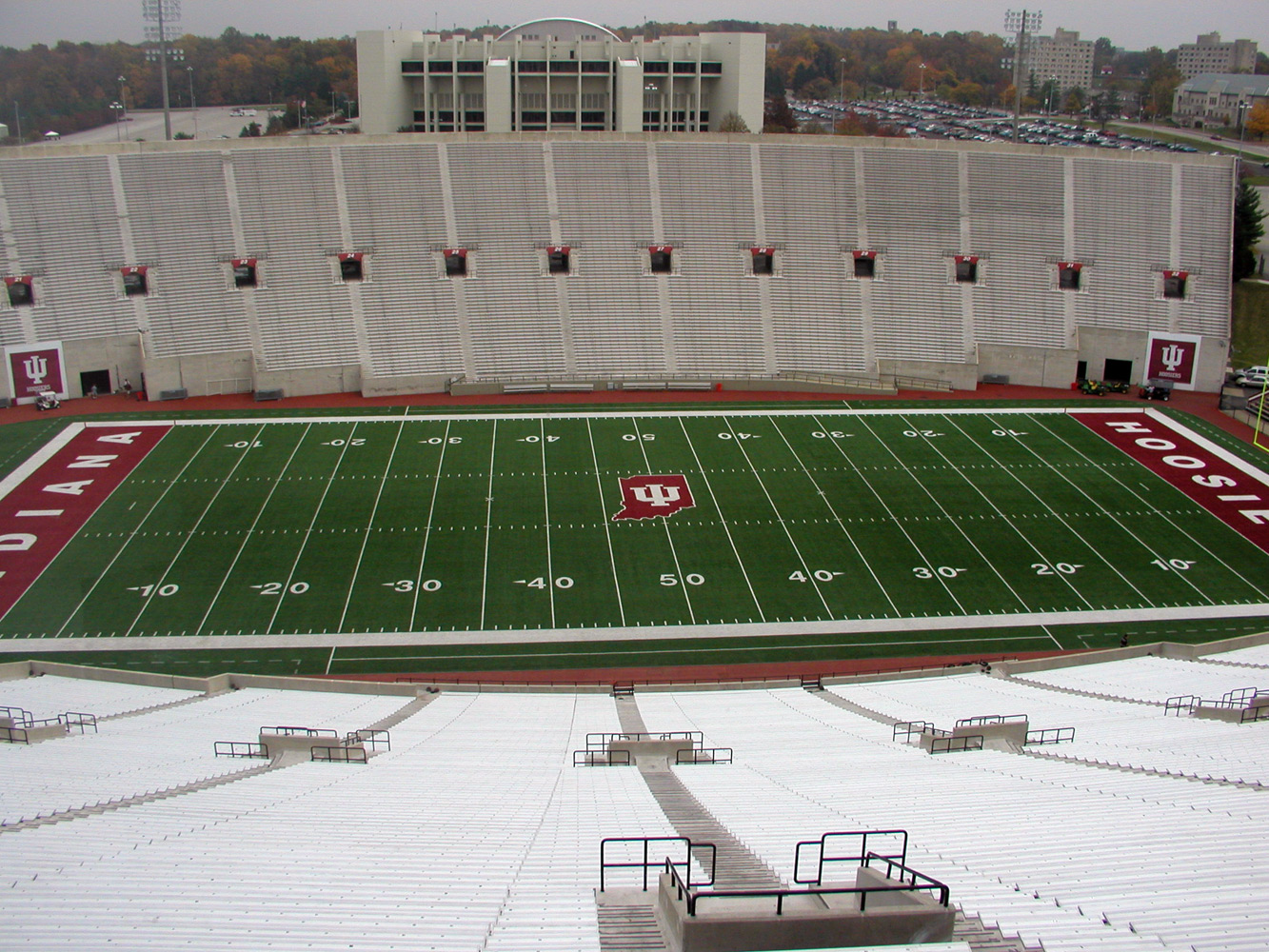
Le Memorial Stadium